# Янсон, Ян

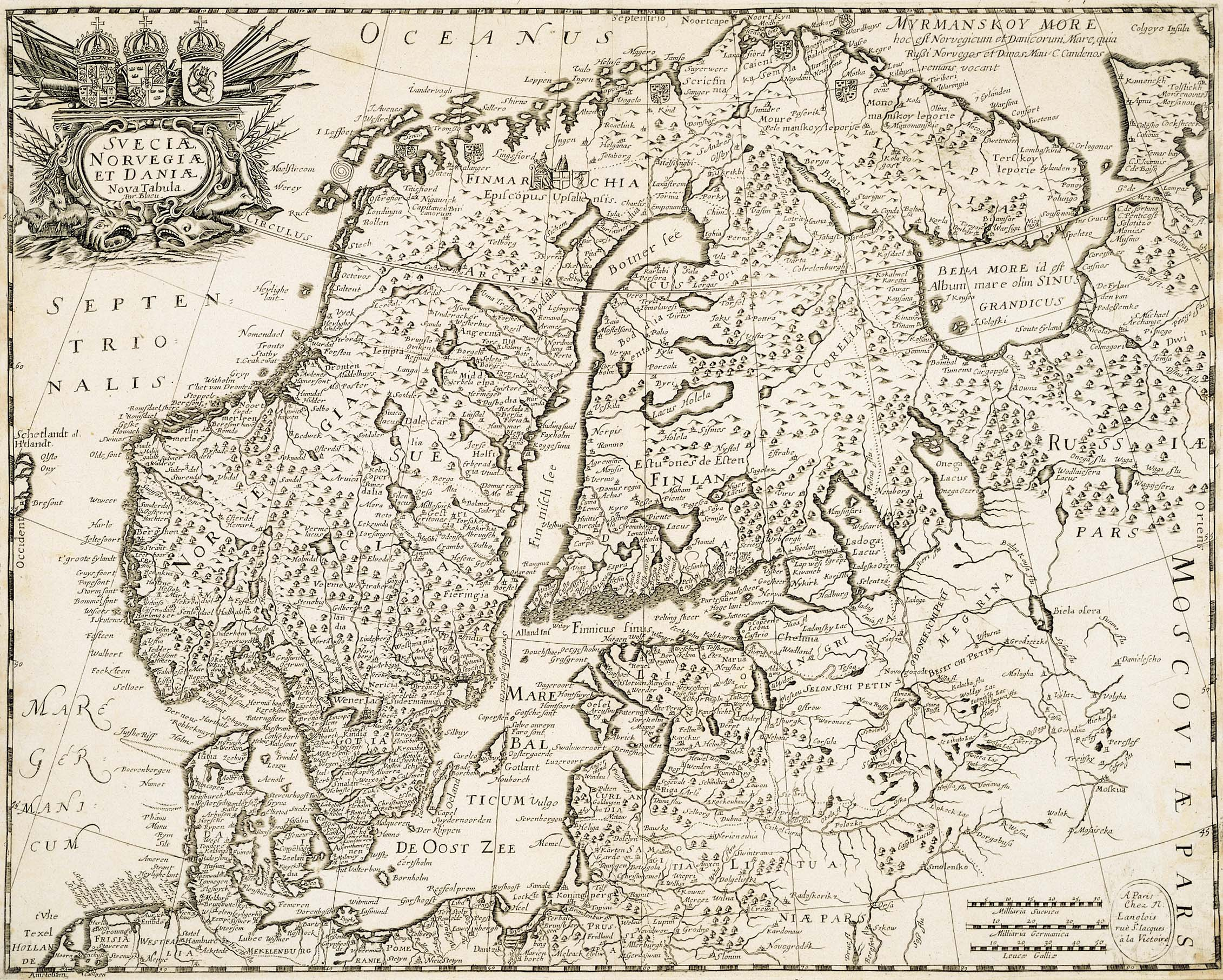
Страница из атласа Янсона (Скандинавия).

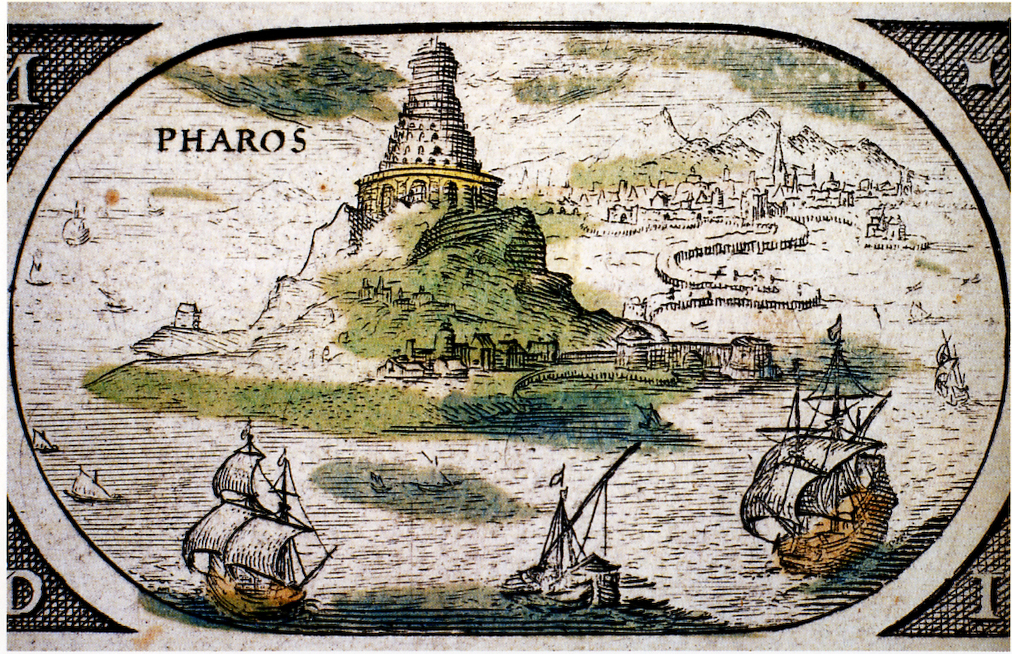
Рисунок из атласа Янсона, изображающий Александрийский маяк.

Ян Янсон (Jan Janszoon) или Ян Янсониус (Johannes Janssonius) — голландский картограф. Родился в 1588 году в Арнеме, умер 11 июля 1664 года в Амстердаме.

## Издательская деятельность
- Atlantis Maioris Appendix, 1630 год.[4], 80 карт
- Atlas Novus (Х. Хондиус и Янссониус, Амстердам, 1638 г.) — 3-томный атлас c 316 картами. Первое издание «Нового атласа».[5]
- Novus Atlas Absolutissimus. (Amsterdam, Joannes Janssonius, 1650) — 5-томный атлас. Пятый том этого издания «Нового атласа» Янссона стал первым морским атласом напечатанным в Нидерландах, он содержал 23 схемы и 10 исторических карт.
- Nouvel atlas, ou theatre du monde. (Amsterdam, Joannes Janssonius, 1658) — 6-томный атлас с 450 картами.
- Novus Atlas Absolutissimus. (Amsterdam, Joannes Janssonius, ок. 1664 года) — 11-томный атлас, дополненное издание 1658 года, содержало около 550 карт.[6]